# フルーツケーキ

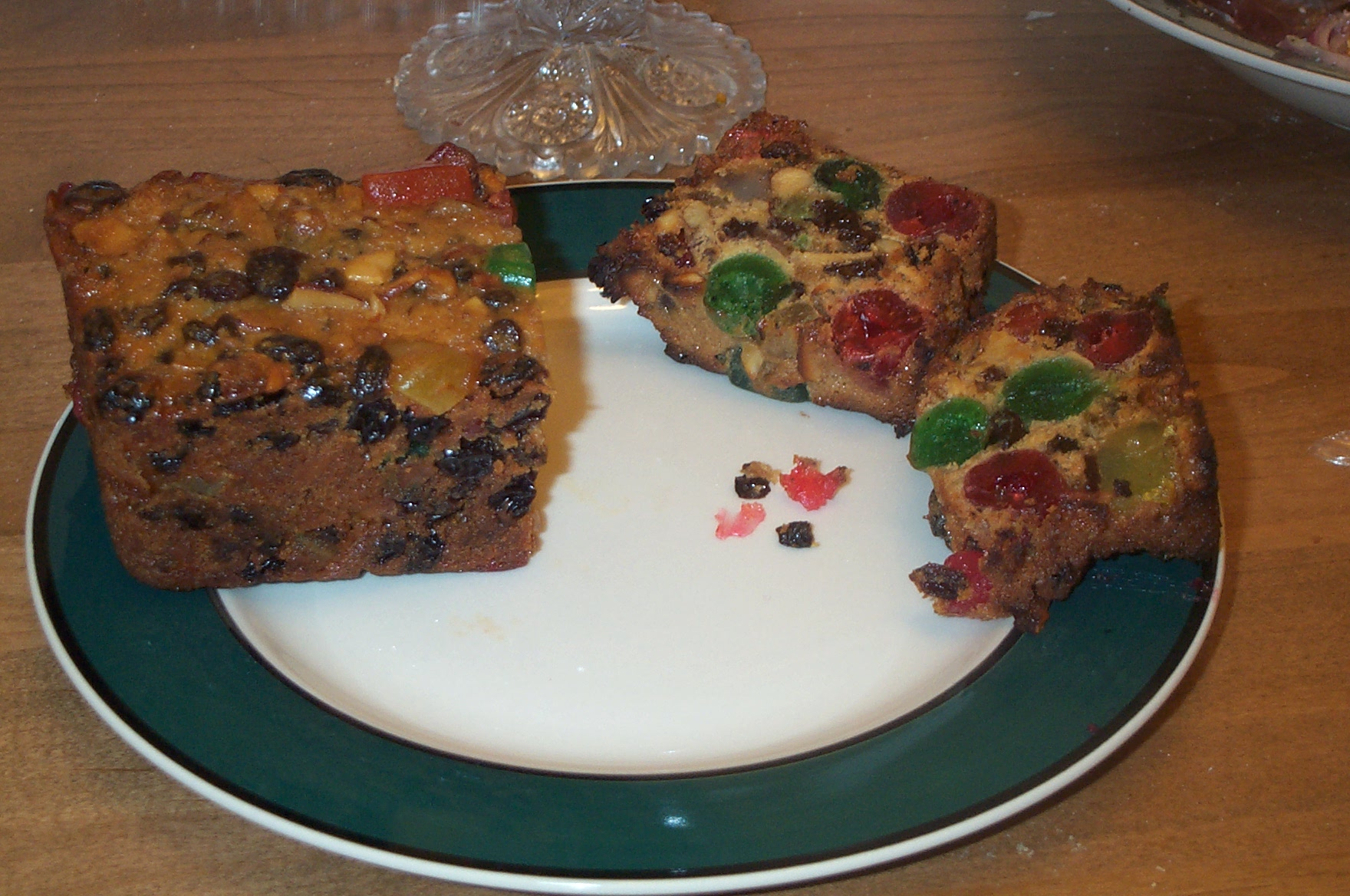
皿に切り分けられた伝統的なフルーツケーキ

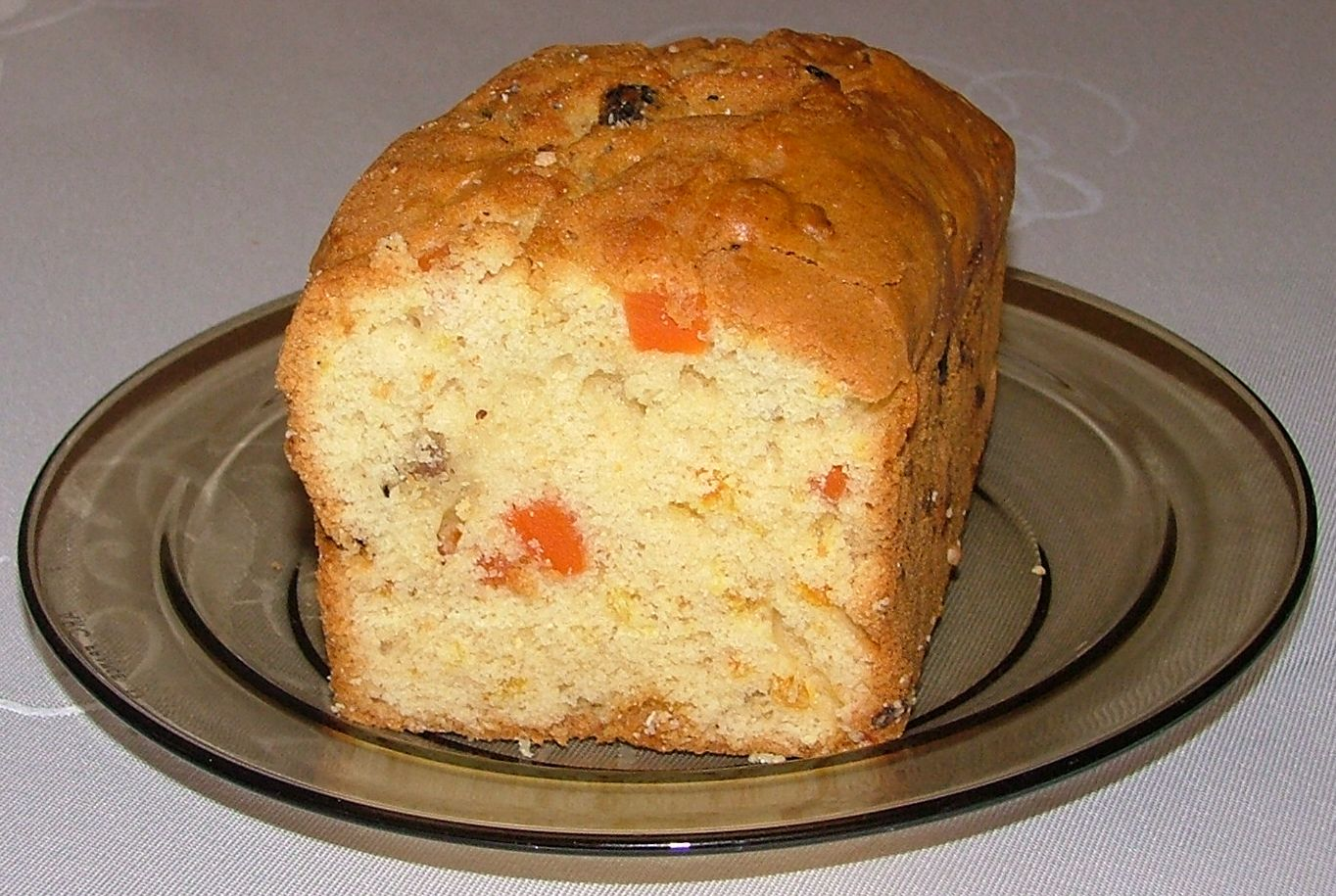
ポーランドのフルーツケーキ

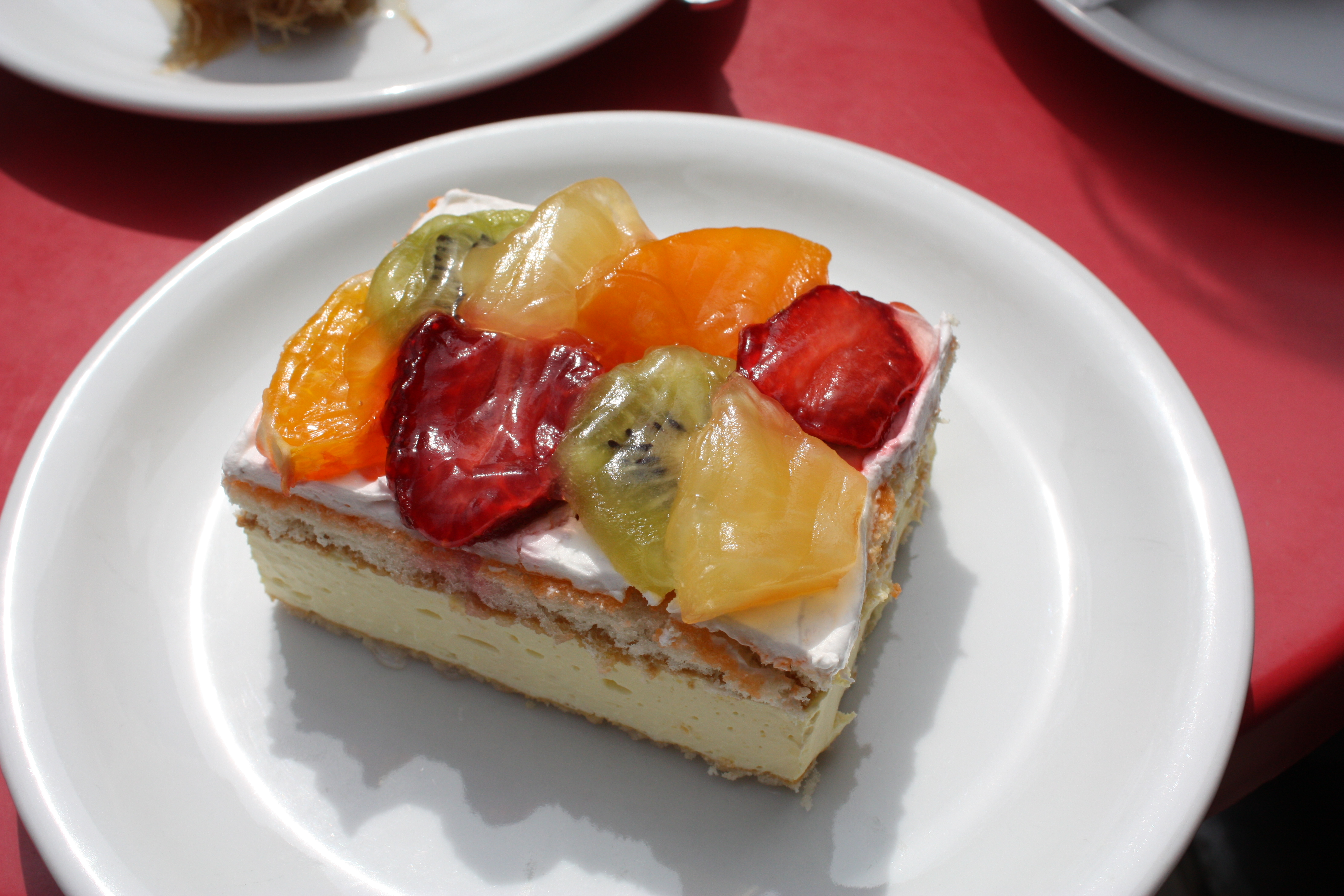
クリームを用いたフルーツケーキ

フルーツケーキ（英: fruitcake）は、果物をつかった洋菓子。伝統的な生地に果物を混ぜ込んで焼いたものと、スポンジ生地などにクリームを添えて果物をあしらった
ものとがある。

## 概要

### 漬け込んだフルーツもしくはドライフルーツを使うタイプ
大きくはバターケーキの一種でバター・小麦粉・砂糖・卵・ベーキングパウダーにドライフルーツあるいは洋酒に漬け込んでおいたフルーツを刻んで混ぜ込み、型に入れて焼いたものである。そのなかでもバター・小麦粉・砂糖・卵を等量に使用したものをパウンドケーキとも言う。
このタイプのフルーツケーキをプラムケーキと言うこともある。
菓子としてばかりでなく、保存性と栄養価が高いため、船員や冒険家（南極探検隊など）の保存食、戦闘糧食（Cレーションなど）として用いられる事もある。

### 生の果物を使うタイプ
スポンジケーキなどに生クリームを塗り、新鮮な果物を乗せたものあるいは混ぜ込んだもの。
あるいは長方形のスポンジ生地にクリームを塗り果物を乗せ、生地で巻いたもの（ロールケーキ）もある。
ただし果物によってはたんぱく質分解酵素を持ちクリームを変質させるものもあるため、作ってすぐに食べる場合を除き、果物の選択には注意が必要である。